# Adaptacjonizm
Adaptacjonizm – pogląd w ramach ewolucjonizmu, przyjmujący, że wszelkie cechy fenotypowe organizmów mają charakter adaptacji i powstały w drodze doboru naturalnego.